# Malinsko
Malinsko (cyr. Малинско) – wieś w Czarnogórze, w gminie Šavnik. W 2011 roku liczyła 30 mieszkańców.